# 2012 en mathématiques
Cet article présente les faits marquants de l'année 2012 en mathématiques.

## Évènements
- 2012 est l'Année nationale des mathématiques en Inde et au Nigeria.

## Prix
- Prix Abel en mathématiques : Endre Szemerédi

## Décès
- 7 janvier : Herbert Wilf (né en 1931), mathématicien américain.
- 17 février : Nicolaas Govert de Bruijn (né en 1918), mathématicien néerlandais.
- 21 février : Vera Kublanovskaïa (née en 1920), mathématicienne russe.
- 15 mars : Jean-Marie Souriau (né en 1922), mathématicien français.
- 31 mars : Halbert White (né en 1950), statisticien économètre américain.
- 29 avril : Joram Lindenstrauss (né en 1936), mathématicien israélien.
- 12 mai : Fritz Ursell (né en 1923), mathématicien et physicien britannique.
- 22 mai : Derek Wanless (né en 1947), banquier et statisticien britannique.
- 27 mai : Friedrich Hirzebruch (né en 1927), mathématicien allemand.
- 2 juin : Genichi Taguchi (mort né en 1924), ingénieur et statisticien japonais.
- 6 juin : Jean-Louis Loday (né en 1946), mathématicien français.
- 10 juin : Gérard Théodore (né en 1920), statisticien français.
- 17 juin : George Casella (né en 1951), statisticien américain.
- 23 juin : Danuta Przeworska-Rolewicz (née en 1931) , mathématicienne polonaise.
- 24 juin : Gu Chaohao (né en 1926), mathématicien chinois.
- 21 août : William Thurston (né en 1946), mathématicien américain, médaille Fields en 1982.
- 23 août : James Serrin (né en 1926), mathématicien américain.
- 11 septembre : Irving S. Reed (né en 1923), mathématicien et ingénieur américain.
- 21 septembre : Paul E. Green (né en 1927), statisticien américain.
- 22 septembre : Irving Adler (né en 1913), mathématicien américain.
- 11 octobre : Louis Comtet, mathématicien français.
- 2 novembre : Shreeram Shankar Abhyankar (né en 1930), mathématicien indo-américain.
- 9 novembre : Sergueï Nikolski (né en 1905), mathématicien russe.
- 25 novembre : Lars Hörmander (né en 1931), mathématicien suédois, médaille Fields en 1962.
- 7 décembre : Olga Beaver (née en 1942), mathématicienne tchéco-américaine.
- 20 décembre : Aleksander Pełczyński (né en 1932), mathématicien polonais.